# Das Lied der Deutschen
Das Lied der Deutschen (bài ca của người Đức), còn có tên khác là Deutschlandlied (phát âm tiếng Đức: [ˈdɔʏtʃlantˌliːt] ⓘ) (bài ca nước Đức) là quốc ca Đức từ năm 1922. Lời bài hát được August Heinrich Hoffmann von Fallersleben, một nhà thơ Đức giữa thế kỷ 19, viết phỏng theo giai điệu của bản nhạc "Gott erhalte Franz den Kaiser" (Thiên Chúa phù hộ Hoàng đế Franz) do Joseph Haydn sáng tác nhân dịp sinh nhật Hoàng đế La Mã Thần thánh năm 1797.

## Quốc ca
Vào ngày hiến pháp Weimar năm 1922, ngày 11 tháng 8, Bài hát "Lied der Deutschen" được tổng thống đế quốc đầu tiên Friedrich Ebert (SPD) chọn làm quốc ca. Dưới thời Đức Quốc xã (1933–1945) chỉ đoạn đầu được hát, sau đó là bài hát Quốc xã Horst-Wessel-Lied. Sau 1945, có nhiều cuộc tranh luận là có nên giữ bài này làm bài quốc ca, cho đến 1952 sau một cuộc trao đổi thư từ giữa tổng thống và thủ tướng Đức, bài hát được giữ làm quốc ca của Tây Đức, còn Đông Đức đã lấy bài Auferstanden aus Ruinen làm quốc ca. Sau khi tái thống nhất Đức năm 1990, khúc nhạc thứ ba của bài hát được chọn làm quốc ca của Đức, với câu đầu là "Einigkeit und Recht und Freiheit" (Đoàn kết, công bằng và cả nền tự do) được hát lên như là lời nói kêu gọi sự đoàn kết. Câu đầu đó cũng được ví như là tiêu ngữ của Đức.

## Bối cảnh của từng đoạn
Đế quốc La Mã Thần thánh đã giải tán trong những cuộc chiến tranh của Napoléon, một phần cũng vì tranh cãi nội bộ. Ban đầu người ta mong đợi rất nhiều từ Cách mạng Pháp và cũng như từ những cải tổ của Napoléon, nhưng sau đó đã vỡ mộng vì cảm thấy bị mất thể diện với sự cai trị của Pháp. Nhiều người dân ở Phổ, Sachsen, Bayern.v.v... tìm kiếm những điểm tương tự của người Đức. Trước những cuộc chiến giải phóng khỏi ách thống trị của Napoleon, công trình Walhalla đã được xây dựng, vở kịch Die Hermannsschlacht đã được viết và câu hỏi Was ist des Deutschen Vaterland? (quê hương của người Đức là gì?) đã được đặt ra. Hệ thống Metternich ở châu Âu từ năm 1815 đến 1848 đã ngăn chặn những cải tổ chính trị trong nước và sự thống nhất quốc gia trong hàng chục năm.

## Ca khúc
August Heinrich Hoffmann von Fallersleben đã viết lời hát vào năm 1841 trong khi đi du lịch trên đảo Heligoland, lúc đó là thuộc sở hữu của đế quốc Anh (bây giờ thuộc Đức).
Câu đầu tiên của bài hát, "Deutschland, Deutschland über alles, über alles in der Welt" ('Nước Đức, nước Đức trên tất cả mọi thứ, Hơn bất cứ điều gì trên thế giới'), được nhiều vua chúa trên đất Đức thích để nói lên rằng một nước Đức thống nhất là công việc ưu tiên thay vì sự độc lập của các nước nhỏ hơn. Trong khổ ba, với lời hát là "Einigkeit und Recht und Freiheit" ('Đoàn kết, công bằng và cả nền tự do'), Hofmann đã nói lên mong muốn của mình của một đất nước Đức tự do và đoàn kết, nơi mà pháp luật được đề cao, không phải là chế độ quân chủ chuyên quyền.
Trong thời kỳ sau Đại Hội Vienna, với sức ảnh hưởng của Metternich và cảnh sát mật của ông, văn bản của Hoffmann có hàm ý cách mạng rõ rệt và đồng thời cũng mang tính tự do, vì lời kêu gọi một nước Đức thống nhất thường được đưa ra liên quan đến các yêu cầu về tự do báo chí và các quyền công dân khác. Ý nghĩa ngụ ý rằng lòng trung thành với một nước Đức lớn hơn nên thay thế lòng trung thành với chủ quyền địa phương của một người khi đó là một ý tưởng cách mạng.
Những năm sau khi ông viết "Das Lied der Deutschen", Hoffmann bị mất việc làm trông coi thư viện và giáo sư ở Breslau, Phổ (giờ là Wrocław, Ba Lan) vì bài hát này và các tác phẩm các mạng khác của ông, và phải đi trốn tránh cho đến khi ông được ân xá sau cuộc cách mạng năm 1848 ở các bang Đức.
Chỉ có khổ ba, được in đậm, là quốc ca chính thức của Đức hiện nay:
| Tiếng Đức | Ngôn ngữ IPA | Tiếng Việt |
| --- | --- | --- |
| Deutschland, Deutschland über alles, Über alles in der Welt, Wenn es stets zu Schutz und Trutze Brüderlich zusammenhält. Von der Maas bis an die Memel, Von der Etsch bis an den Belt, 𝄆 Deutschland, Deutschland über alles, Über alles in der Welt! 𝄇 | [ˈdɔʏt͡ʃ.lant ˈdɔʏt͡ʃ.lant ˈˀyː.bɐ ˈˀa.ləs \|] [ˈˀyː.bɐ ˈˀa.ləs ˀɪn dɛɐ ˈvɛlt ‖] [vɛn ˀɛs ˈʃtɛt͡s t͡sʊ ˈʃuːt͡s ˀʊnt ˈtʁʊ.t͡sə \|] [ˈbʁyː.dɐ.lɪç t͡sʊ.ˈza.mən.ˌhɛːlt ‖] [fɔn dɛɐ ˈmaːs bɪs ˀan diː ˈmeː.məl \|] [fɔn dɛɐ ˈˀɛt͡ʃ bɪs ˀan dɛn ˈbɛlt ‖] 𝄆 [ˈdɔʏt͡ʃ.lant ˈdɔʏt͡ʃ.lant ˈˀyː.bɐ ˈˀa.ləs \|] [ˈˀyː.bɐ ˈˀa.ləs ˀɪn dɛɐ ˈvɛlt ‖] 𝄇          | Nước Đức, nước Đức trên tất cả mọi thứ, Hơn bất cứ điều gì trên thế giới, Khi nó cần được bảo vệ và phòng giữ Mọi anh em luôn sát cánh với nhau. Từ sông Maas rồi đến sông Neman, Từ Adige đến biển Lillebælt 𝄆 Nước Đức, nước Đức trên tất cả mọi thứ, Hơn bất cứ điều gì trên thế giới! 𝄇               |
| Deutsche Frauen, deutsche Treue, Deutscher Wein und deutscher Sang Sollen in der Welt behalten Ihren alten schönen Klang, Uns zu edler Tat begeistern Unser ganzes Leben lang – 𝄆 Deutsche Frauen, deutsche Treue, Deutscher Wein und deutscher Sang! 𝄇 | [ˈdɔʏ.t͡ʃə ˈfʁaʊ.ən ˈdɔʏ.t͡ʃə ˈtʁɔʏ.ə \|] [ˈdɔʏ.t͡ʃɐ vaɪn ˀʊnt ˈdɔʏ.t͡ʃɐ zaŋ ‖] [ˈzɔ.lən ˀɪn dɛɐ ˈvɛlt bə.ˈhal.tn̩ \|] [ˈˀiːɐ.ʁən ˈˀal.tn̩ ˈʃøː.nəŋ klaŋ ‖] [ˀʊns t͡sʊ ˈˀɛd.lɐ tat bə.ˈɡaɪ.stɐn \|] [ˈˀʊn.zɐ ˈɡan.t͡səs ˈleː.bən laŋ ‖] 𝄆 [ˈdɔʏ.t͡ʃə ˈfʁaʊ.ən ˈdɔʏ.t͡ʃə ˈtʁɔʏ.ə \|] [ˈdɔʏ.t͡ʃɐ vaɪn ˀʊnt ˈdɔʏ.t͡ʃɐ zaŋ ‖] 𝄇                         | Phụ nữ Đức, lòng trung kiên của Đức Rượu vang Đức và bài hát Đức Sẽ gìn giữ trên thế gian đẹp này Những âm điệu cổ đẹp của mình, Thúc giục chúng ta làm những hành động Cao quý trong suốt cuộc đời ta – 𝄆 Phụ nữ Đức, lòng trung kiên của Đức Rượu vang Đức và bài ca Đức! 𝄇                             |
| Einigkeit und Recht und Freiheit Für das deutsche Vaterland! Danach laßt uns alle streben Brüderlich mit Herz und Hand! Einigkeit und Recht und Freiheit Sind des Glückes Unterpfand – 𝄆 Blüh' im Glanze dieses Glückes, Blühe, deutsches Vaterland! 𝄇  | [ˈˀaɪ.nɪç.kaɪt ˀʊnt ˈʁɛçt ˀʊnt ˈfʁaɪ.haɪt \|] [ˈfyːɐ das ˈdɔʏ.t͡ʃə ˈfaː.tɐˌlant ‖] [da.ˈnaːx last ˀʊns ˈˀa.lə ˈʃtʁeː.bən \|] [ˈbʁyː.dɐ̯.lɪç mɪt ˈhɛɐt͡s ˀʊnt ˈhant ‖] [ˈˀaɪ.nɪç.kaɪt ˀʊnt ˈʁɛçt ˀʊnt ˈfʁaɪ.haɪt \|] [zɪnt dɛs ˈglʏ.kəs ˈˀʊn.tɐ.p͡fant ‖] 𝄆 [ˈblyː ˀɪm ˈglan.t͡sə ˈdiː.zəs ˈglʏ.kəs \|] [ˈblyː.ə ˈdɔʏ.t͡ʃəs ˈfaː.tɐˌ.lant ‖] 𝄇 | Đoàn kết, công bằng và cả nền tự do cho quê hương của người dân Đức! Đồng bào ơi, sát cánh đấu tranh cùng nhau với trái tim cùng đôi bàn tay! Đoàn kết, công bằng, tự do–điều ta cần để gây dựng hạnh phúc, yên vui. 𝄆 Ôi thật vinh hạnh, quê hương thịnh vượng – Hưng thịnh, Tổ quốc Đức mãi vững bền! 𝄇 |